# Mistrzostwa Świata w Lekkoatletyce 1987 – skok wzwyż mężczyzn

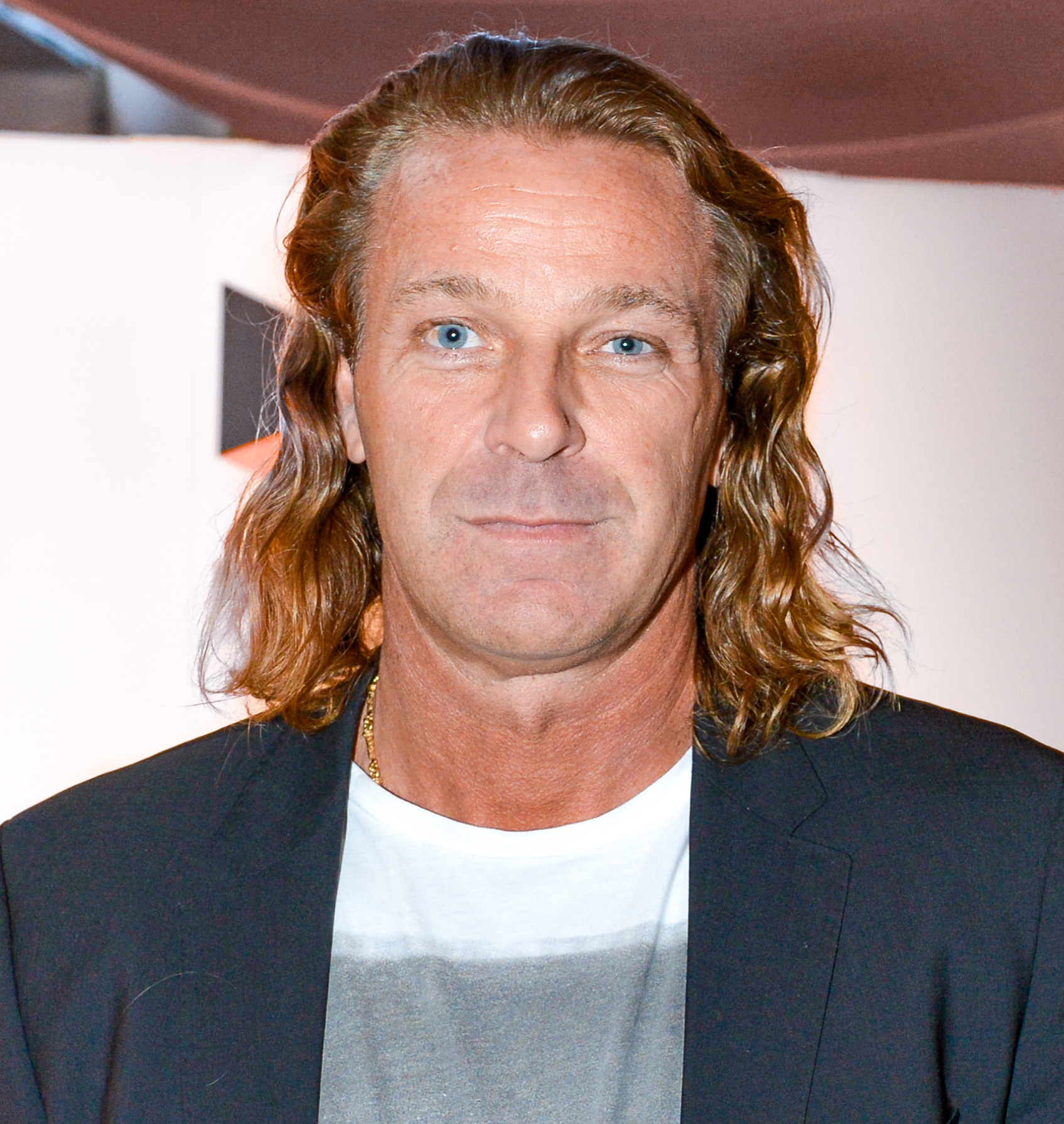
Mistrz świata Patrik Sjöberg

Skok wzwyż mężczyzn – jedna z konkurencji technicznych rozgrywanych podczas lekkoatletycznych mistrzostw świata w 1987 na Stadionie Olimpijskim w Rzymie.
Zwycięzcą został Patrik Sjöberg ze Szwecji. Tytułu zdobytego na poprzednich mistrzostwach nie obronił Hennadij Awdiejenko ze Związku Radzieckiego który tym razem zdobył srebrny medal (ex aequo z Igorem Paklinem).

## Terminarz
| Data       |              |
| ---------- | ------------ |
| 5 września | Kwalifikacje |
| 6 września | Finał        |

## Rekordy
|                          | Zawodnik            | Wynik | Miejsce   | Data                  |
| ------------------------ | ------------------- | ----- | --------- | --------------------- |
| Rekord świata            | Patrik Sjöberg      | 2,42  | Sztokholm | 30 czerwca 1987(dts)  |
| Rekord mistrzostw świata | Hennadij Awdiejenko | 2,32  | Helsinki  | 13 sierpnia 1983(dts) |
| Rekord mistrzostw świata | Tyke Peacock        | 2,32  | Helsinki  | 13 sierpnia 1983(dts) |

## Wyniki

### Kwalifikacje
Zawodnicy startowali w dwóch grupach. Minimum kwalifikacyjne wynosiło 2,29 m. Do finału mieli awansować skoczkowie, którzy uzyskali minimum (Q) lub 12 skoczków z najlepszymi wynikami, jednak dopuszczono do finału 15 skoczków, którzy uzyskali wysokość 2,27 m (q).
| Pozycja | Grupa | Zawodnik             | Państwo           | Wynik | Uwagi |
| ------- | ----- | -------------------- | ----------------- | ----- | ----- |
| 1       | A     | Siergiej Malczenko   | ZSRR              | 2,27  | q     |
| 1       | A     | Tom McCants          | Stany Zjednoczone | 2,27  | q     |
| 1       | A     | Patrik Sjöberg       | Szwecja           | 2,27  | q     |
| 1       | A     | Carlo Thränhardt     | RFN               | 2,27  | q     |
| 1       | A     | Ján Zvara            | Czechosłowacja    | 2,27  | q     |
| 1       | B     | Hennadij Awdiejenko  | ZSRR              | 2,27  | q     |
| 1       | B     | Krzysztof Krawczyk   | Polska            | 2,27  | q     |
| 1       | B     | Robert Marinow       | Bułgaria          | 2,27  | q     |
| 1       | B     | Sorin Matei          | Rumunia           | 2,27  | q     |
| 1       | B     | Dietmar Mögenburg    | RFN               | 2,27  | q     |
| 1       | B     | Gerd Nagel           | RFN               | 2,27  | q     |
| 1       | B     | Arturo Ortiz         | Hiszpania         | 2,27  | q, =  |
| 1       | B     | Igor Paklin          | ZSRR              | 2,27  | q     |
| 1       | B     | Geoff Parsons        | Wielka Brytania   | 2,27  | q     |
| 1       | B     | Clarence Saunders    | Bermudy           | 2,27  | q     |
| 1       | B     | Javier Sotomayor     | Kuba              | 2,27  | q     |
| 17      | A     | Roland Dalhäuser     | Szwajcaria        | 2,24  |       |
| 17      | A     | Luca Toso            | Włochy            | 2,24  |       |
| 17      | A     | Zhu Jianhua          | Chiny             | 2,24  |       |
| 17      | B     | Jerome Carter        | Stany Zjednoczone | 2,24  |       |
| 17      | B     | Troy Kemp            | Bahamy            | 2,24  |       |
| 22      | A     | Lee Balkin           | Stany Zjednoczone | 2,21  |       |
| 22      | A     | Georgi Dykow         | Bułgaria          | 2,21  |       |
| 22      | B     | Róbert Ruffíni       | Czechosłowacja    | 2,21  |       |
| 25      | A     | Markus Einberger     | Austria           | 2,18  |       |
| 26      | B     | Othmane Belfaa       | Algieria          | 2,15  |       |
| 26      | B     | Mikko Levola         | Finlandia         | 2,15  |       |
| 26      | B     | Paul Ngadjadoum      | Czad              | 2,15  |       |
| 29      | A     | Sašo Apostolovski    | Jugosławia        | 2,10  |       |
| 29      | A     | Milton Francisco     | Brazylia          | 2,10  |       |
| 29      | A     | Jean-Charles Gicquel | Francja           | 2,10  |       |
| 29      | A     | Motochika Inoue      | Japonia           | 2,10  |       |
| –       | A     | Fakhredin Fouad      | Jordania          | NM    |       |
| –       | A     | Hilaire Onwanlélé    | Gabon             | NM    |       |

### Finał
| Poz. | Zawodnik            | Reprezentacja     | 2,10 | 2,15 | 2,20 | 2,25 | 2,29 | 2,32 | 2,35 | 2,38 | 2,40 | Wynik | Uwagi |
| ---- | ------------------- | ----------------- | ---- | ---- | ---- | ---- | ---- | ---- | ---- | ---- | ---- | ----- | ----- |
| 01 ! | Patrik Sjöberg      | Szwecja           | –    | –    | –    | o    | –    | o    | o    | o    | xxx  | 2,38  | CR    |
| 02 ! | Hennadij Awdiejenko | ZSRR              | –    | –    | o    | o    | o    | o    | xxo  | xxo  | xxx  | 2,38  | CR    |
| 02 ! | Igor Paklin         | ZSRR              | –    | –    | o    | o    | xo   | o    | xo   | xxo  | xxx  | 2,38  | CR    |
| 4.   | Dietmar Mögenburg   | RFN               | –    | –    | –    | o    | o    | o    | o    | x–   | xx   | 2,35  |       |
| 5.   | Clarence Saunders   | Bermudy           | –    | –    | o    | o    | –    | o    | xxx  |      |      | 2,32  |       |
| 6.   | Sorin Matei         | Rumunia           | –    | –    | o    | xxo  | o    | o    | x–   | xx   |      | 2,32  |       |
| 7.   | Ján Zvara           | Czechosłowacja    | –    | o    | o    | o    | o    | xxo  | xxx  |      |      | 2,32  |       |
| 8.   | Carlo Thränhardt    | RFN               | –    | –    | –    | o    | o    | xxx  |      |      |      | 2,29  |       |
| 9.   | Javier Sotomayor    | Kuba              | –    | –    | o    | o    | xo   | xxx  |      |      |      | 2,29  |       |
| 10.  | Krzysztof Krawczyk  | Polska            | –    | o    | o    | o    | xxx  |      |      |      |      | 2,25  |       |
| 10.  | Geoff Parsons       | Wielka Brytania   | –    | o    | –    | o    | xxx  |      |      |      |      | 2,25  |       |
| 12.  | Tom McCants         | Stany Zjednoczone | –    | –    | o    | xo   | xxx  |      |      |      |      | 2,25  |       |
| 12.  | Arturo Ortiz        | Hiszpania         | –    | o    | o    | xo   | xxx  |      |      |      |      | 2,25  |       |
| 14.  | Gerd Nagel          | RFN               | –    | –    | o    | xxx  |      |      |      |      |      | 2,20  |       |
| 15.  | Robert Marinow      | Bułgaria          | o    | o    | xo   | xxx  |      |      |      |      |      | 2,20  |       |
| –    | Siergiej Malczenko  | ZSRR              | –    | xxx  |      |      |      |      |      |      |      | NM    |       |